# ألونزو مارتينيز
ألونزو مارتينيز (بالإنجليزية: Alonzo Martinez) هو فنان قتال مختلط أمريكي، ولد في 22 أبريل 1984 في بابيليون في الولايات المتحدة.

## وصلات خارجية
- ألونزو مارتينيز على موقع بيلاتور (الإنجليزية)
- ألونزو مارتينيز على موقع شيردوغ (الإنجليزية)
- ألونزو مارتينيز على موقع IMDb (الإنجليزية)